# Tonga en la Copa Mundial de Rugby de 2015
La Selección de rugby de Tonga fue uno de los 20 participantes de la Copa Mundial de Rugby de 2015 que se realizó en Inglaterra.
Fue la séptima participación de los Ikale Tahi en la Copa Mundial de Rugby.

## Plantel
El 31 de agosto de 2015, Tonga anunció los 31 jugadores para el equipo de la Copa Mundial de Rugby de 2015.
| Nombre           | Posición       | Encuentros | Fecha de nacimiento      | Club             |
| ---------------- | -------------- | ---------- | ------------------------ | ---------------- |
| Aleki Lutui      | hooker         | 38         | 1 de julio de 1978       | Ampthill         |
| Paul Ngauamo     | hooker         | 6          | 19 de febrero de 1986    | Mont-de-Marsan   |
| Elvis Taione     | hooker         | 21         | 25 de mayo de 1983       | Exeter Chiefs    |
| Halani Aulika    | pilar          | 17         | 31 de agosto de 1983     | London Irish     |
| Tevita Mailau    | pilar          | 18         | 25 de abril de 1985      | Perpignan        |
| Sila Puafisi     | pilar          | 23         | 15 de abril de 1988      | Glasgow          |
| Sona Taumalolo   | pilar          | 20         | 13 de noviembre de 1981  | Grenoble         |
| Soane Tonga'uiha | pilar          | 18         | 21 de enero de 1982      | Oyonnax          |
| Uili Kolo'ofai   | segunda línea  | 22         | 29 de septiembre de 1982 | Son club         |
| Tukulua Lokotui  | segunda línea  | 31         | 31 de diciembre de 1979  | Béziers          |
| Steve Mafi       | segunda línea  | 17         | 9 de diciembre de 1989   | Western Force    |
| Joe Tuineau      | segunda línea  | 25         | 18 de agosto de 1981     | Dax              |
| Sione Kalamafoni | segunda línea  | 29         | 18 de mayo de 1988       | Gloucester       |
| Nili Latu (c.)   | ala            | 43         | 19 de febrero de 1982    | Newcastle        |
| Jack Ram         | ala            | 5          | 14 de enero de 1987      | Blues            |
| Hale T-Pole      | ala            | 33         | 30 de abril de 1979      | Sin club         |
| Opeti Fonua      | N.º 8          | 8          | 26 de mayo de 1986       | Leicester        |
| Viliami Ma'afu   | N.º 8          | 28         | 9 de marzo de 1982       | Oyonnax          |
| Samisoni Fisilau | medio scrum    | 18         | 29 de noviembre de 1987  | Jersey           |
| Sosefo Ma’ake    | medio scrum    | 1          | 15 de septiembre de 1991 | Havelu Bulldogs  |
| Sonatane Takulua | medio scrum    | 14         | 1 de noviembre de 1991   | Newcastle        |
| Latiume Fosita   | medio apertura | 15         | 25 de julio de 1992      | Doncaster        |
| Kurt Morath      | medio apertura | 30         | 13 de noviembre de 1984  | Sin club         |
| Sione Piukala    | centro         | 17         | 8 de junio de 1985       | Perpignan        |
| Siale Piutau     | centro         | 24         | 13 de octubre de 1985    | Yamaha Júbilo    |
| Viliami Tahitu'a | centro         | 3          | 2 de febrero de 1991     | Sin club         |
| David Halaifonua | wing           | 15         | 5 de julio de 1987       | Gloucester       |
| Will Helu        | wing           | 23         | 19 de abril de 1986      | Edinburgh        |
| Fetu'u Vainikolo | wing           | 25         | 30 de enero de 1985      | Oyonnax          |
| Telusa Veainu    | wing           | 8          | 26 de diciembre de 1990  | Melbourne Rebels |
| Vunga Lilo       | zaguero        | 42         | 28 de febrero de 1983    | Montauban        |

## Partidos de preparación
- Tonga participó en la Pacific Nations Cup 2015 como preparación al torneo.

| 28 de agosto de 2015 | Nottingham RFC | 14 - 69 | Tonga |  |  |

| 6 de septiembre de 2015 | Rumania | 16 - 21 | Tonga |  |  |

## Participación

### Grupo C
| Posición | Selección     | Partidos | Partidos | Partidos  | Partidos | Tries a favor | Tantos  | Tantos    | Tantos     | Puntos extra | Puntos |
| Posición | Selección     | jugados  | ganados  | empatados | perdidos | Tries a favor | a favor | en contra | diferencia | Puntos extra | Puntos |
| -------- | ------------- | -------- | -------- | --------- | -------- | ------------- | ------- | --------- | ---------- | ------------ | ------ |
| 1        | Nueva Zelanda | 4        | 4        | 0         | 0        | 25            | 174     | 49        | 125        | 3            | 19     |
| 2        | Argentina     | 4        | 3        | 0         | 1        | 22            | 179     | 70        | 109        | 3            | 15     |
| 3        | Georgia       | 4        | 2        | 0         | 2        | 5             | 53      | 123       | -70        | 0            | 8      |
| 4        | Tonga         | 4        | 1        | 0         | 3        | 8             | 70      | 130       | -60        | 2            | 6      |
| 5        | Namibia       | 4        | 0        | 0         | 4        | 8             | 70      | 174       | -104       | 1            | 1      |

| 19 de septiembre de 2015 | Tonga                                                              | 10 - 17 (3-10) | Georgia                                                                                              | Kingsholm Stadium, Gloucester,                                  |                                                                 |
| 12:00 GMT                | Tries: Vainikolo 72' Conversiones: Morath (1/1) Penales: Morath 9' | Reporte        | Tries: Gorgodze 27'c Tkhilaishvili 56'c Conversiones: Kvirikashvili (2/2) Penales: Kvirikashvili 19' | Asistencia: 14.200 espectadores Árbitro(s): Nigel Owens (Gales) | Asistencia: 14.200 espectadores Árbitro(s): Nigel Owens (Gales) |

| 29 de septiembre de 2015 | Tonga                                                                                                 | 35 - 21 (22-7) | Namibia                                                       | Sandy Park, Exeter,                                                      |                                                                          |
| 16.45h GMT               | Tries: Veainu 6'c, 55' Ram 12', 45' Fosita 25'c Conversiones: Lilo (2/5) Penales: Lilo 35' Morath 73' | Reporte        | Tries: Tromp 18'c Burger 49'c, 67'c Conversiones: Kotzé (3/3) | Asistencia: 10.103 espectadores Árbitro(s): Glen Jackson (Nueva Zelanda) | Asistencia: 10.103 espectadores Árbitro(s): Glen Jackson (Nueva Zelanda) |

| 4 de octubre de 2015 | Argentina | 45 - 16 (20-13) | Tonga                                                    | King Power Stadium, Leicester,                                      |                                                                     |
| 14.30h GMT           | Tries: Tuculet 20'c Imhoff 22'c Sánchez 64' Montoya 72'c Cordero 80'c Conversiones: Sánchez (4/5) Penales: Sánchez 18', 26', 44', 53' | Reporte         | Tries: Morath 7' Tonga'uiha 38' Penales: Morath 33', 42' | Asistencia: 29.124 espectadores Árbitro(s): Jaco Peyper (Sudáfrica) | Asistencia: 29.124 espectadores Árbitro(s): Jaco Peyper (Sudáfrica) |

| 9 de octubre de 2015 | Nueva Zelanda | 47 - 9 (14-3) | Tonga                         | St James' Park, Newcastle,                                       |                                                                  |
| 20.00h GMT           | Tries: B. Smith 13'c Woodcock 31'c Milner-Skudder 52'c,58'c Williams 66'c Cane 70'c Nonu 76' Conversiones: Carter (6/7) | Reporte       | Penales: Morath 26', 49', 57' | Asistencia: 50 985 espectadores Árbitro(s): John Lacey (Irlanda) | Asistencia: 50 985 espectadores Árbitro(s): John Lacey (Irlanda) |